# Самый громкий голос
«Самый громкий голос» (англ. The Loudest Voice) — американский телевизионный драматический мини-сериал, посвящённый Роджеру Айлзу и созданному им телеканалу Fox News. Премьера состоялась 30 июня 2019 года на кабельном телеканале Showtime. Сериал основан на книге 2014 года «Самый громкий голос в комнате» журналиста Гэбриела Шермана и его публикациях в New York Magazine.

## Сюжет
Сериал рассказывает об истории Роджера Айлза с момента создания им телеканала Fox News, ставшего одним из влиятельнейших медиа-холдингов в американской истории. Жизнь Айлза и его детища отображена в контексте терактов 11 сентября 2001 года, президентских выборов 2008 и 2012 годов, а также сексуальных обвинений, положивших конец карьере медиа-менеджера.

## В ролях

### Основной состав
- Рассел Кроу — Роджер Айлз
- Сет Макфарлейн — Брайан Льюис
- Сиенна Миллер — Бет Тилсон Эйлс
- Саймон Макберни — Руперт Мёрдок
- Аннабелль Уоллис — Лори Лун
- Алекса Палладино — Джуди Латерца
- Наоми Уоттс — Гретхен Карлсон

### Второстепенный состав
- Джош Стамберг — Билл Шайн
- Маккензи Эстин — Джон Муди
- Бэрри Уотсон — Лахан Мёрдок
- Гай Бойд — Чет Кольер
- Джош Чарльз — Кейси Клоуз
- Эмори Коэн — Джо Линдси
- Пэтч Дарраг — Шон Хэннити
- Люси Оуэн — Сьюзан Скотт
- Дэвид Уэллен — Стив Дуси
- Джош Макдермитт — Гленн Бек
- Джош Хелман — Джеймс Мёрдок
- Дженна Ли Грин — Ирена Бриганти

### Гостевой состав
- Джон Финн — Джек Уэлч
- Питер Гросс — Алан Колмс
- Фрэн Кранц — Гэбриел Шерман
- Джессика Хект — Нэнси Эрика Смит
- Тимоти Басфилд — Нил Маллин
- Дэвид Кромер[англ.] — Дэвид Аксельрод
- Джули Серда — Венди Денг
- Джозеф Кортезе — Роджер Стоун
- Джон Рю — Дик Чейни
- Эрик Майкл Жилле — Пол Манафорт

## Список эпизодов
| № | Название | Режиссёр        | Автор сценария                  | Дата премьеры   | Зрители U.S. (млн) |
| --- | -------- | --------------- | ------------------------------- | --------------- | ------------------ |
| 1 | «1995»   | Кари Скогланд   | Том Маккарти и Гэбриел Шерман   | июнь 30, 2019   | 0.299              |
| В конце 1995 года Роджер Эйлз вынужден покинуть телеканал CNBC, незадолго до больших перемен. Оставив лазейку в договоре с прежним работодателем, он объединяется с Рупертом Мёрдоком для создания нового 24-часового новостного телеканала Fox News. Получив возможность создать что-то по своему, Эйлзу удаётся убедить коллег выбрать аудиторией будущего СМИ консерваторов. Длящаяся целый год подготовка к запуску оказывается связанной со многими проблемами, вскоре из-за выхода на этот рынок ABC (в итоге несостоявшегося) срок выхода сокращается вдвое. Несмотря на это, Роджеру удаётся отстоять свои позиции и сформулировать основные особенности телеканала: харизма журналиста важнее излагаемых фактов, транслируемая информационная повестка должна являть превосходство консервативных идеалов, предпочтение отдаётся сексуально-привлекательным журналисткам. Он увольняет нескольких сотрудников, параллельно приведя в СМИ свой топ-менеджмент и лояльных журналистов. Fox News успешно запускается в октябре 1996 года, а Эйлз провозглашает перед своей командой цель стать «самым громким голосом» для консерваторов. |          |                 |                                 |                 |                    |
| 2 | «2001»   | Кари Скогланд   | Алекс Меткальф                  | июль 7, 2019    | 0.356              |
| 11 сентября Роджер и его команда с шоком наблюдают за террористической атакой на США, после чего он решает сделать акцент на сенсационных подробностях происходящего. Через три дня Карл Роув из администрации президента Буша-младшего звонит своему старому другу Эйлзу, благодарит за правильное освещение событий и сообщает эксклюзив: события 11 сентября могут стать поводом для войны в Ираке. В ответ медиаменеджер обещает сделать для них всё возможное. США охватывают массовая истерия и паранойя, редакционная политика Fox News становится более патриотичной и позиционирующей происходящее как борьбу добра со злом. Сам Роджер решает установить в здании видеокамеры, получает вооружённую охрану от News Corp и перевозит жену и сына в Гаррисон. Fox News за счёт 11 сентября укрепляет свои лидерские позиции, Роджеру удаётся добиться партнёрских отношений с АП, начинается иракская война. |          |                 |                                 |                 |                    |
| 3 | «2008»   | Джереми Подесва | Гэбриел Шерман и Дженнифер Стал | июль 14, 2019   | 0.343              |
| На фоне приближающихся президентских выборов, Роджер Эйлз становится одержимым фигурой Барака Обамы, которого считает врагом американского народа. Fox News сохраняет лидерство, очерняя предвыборную кампанию данного демократического кандидата. С подачи Эйлза, Брайан Льюис начинает уничтожать возможные источники утечек информации на телеканале, способные донести данные Руперту Мёрдоку и другим СМИ. Годами имея любовные интерес на стороне, Эйлз решает сосредоточиться на Гретхен Карлсон. Мёрдок самостоятельно запускает новый телеканал и игнорирует Роджера на светском мероприятии, из-за чего последний решает через жёлтую прессу напасть на жену предпринимателя. Команда Обамы организует встречу своего кандидата и Эйлза, однако после долгого ожидания журналиста встречает Руперт Мёрдок, добивающийся более объективной работы телеканала по отношению к этому политику. Долгосрочные отношения Роджера и Лори Лун становятся всё более токсичными, он начинает её сексуально домогаться. Девушка решает покинуть Fox News и уехать к матери в Даллас, но выясняет, что помощники Эйлза прослушивают её телефон и следят за ней. Роджер покупает местную газету в Гаррисоне, предлагая своей супруге стать её главным редактором для декларации консервативных взглядов. Отношения медиаменеджера и Мёрдока ухудшаются из-за разных оценок персоны Обамы, Роджер требует отдать ему полный контроль над редакционной политикой, в противном случае угрожая покинуть телеканал. Чета Эйлзов решает съездить на его родину, дабы показать своему сыну «настоящую Америку». Выступая перед земляками, Эйлз называет элиты виновными в сложившемся тяжёлом экономическом положении, обещая помочь простым американцам «вернуть прежнее величие». |          |                 |                                 |                 |                    |
| 4 | «2009»   | Джереми Подесва | Джон Харрингтон Блэнд           | июль 21, 2019   | 0.354              |
| Лори решает прекратить свои отношения с Роджером, но он требует у неё новую девушку на замену. Чета Эйлзов нанимает главным редактором для своей газеты молодого журналиста Джо Линдсли из-за его взглядов. Fox News продолжает бороться с президентом Обамой, обвиняя его в социализме, расизме, коррупции и спекулируя вокруг фактов его биографии, в ответ на что АП прекращает сотрудничать с данным СМИ. Лун, нашедшая себе замену, начинает страдать от мании преследования. Джо сталкивается с вмешательством Роджера Эйлза в редакционную политику газеты и сознательным манипулированием информацией ради личной выгоды владельца. Белый Дом идёт на мировую с Fox News. |          |                 |                                 |                 |                    |
| 5 | «2012»   | Кари Скогланд   | Лаура Изон и Алекс Меткальф     | июль 28, 2019   | 0.359              |
| На фоне приближающихся президентских выборов профессиональные отношения Гретхен и Роджера быстро ухудшаются. Он разочарован отсутствием с её стороны сексуального интереса, и намеренно делает её токсичной для других телеканалов. Взамен он даёт ей собственное шоу в малосмотрибельном дневном эфире. Журналист Гэбриел Шерман начинает писать книгу о Fox News, сталкиваясь с враждебность со стороны тамошней команды. Коллектив подведомственной супругам Эйлз газеты уходит. С приездом сестры Джо ситуация только накаляется, ибо Роджер уравнивает всех сторонников и не противников Обамы с нацистами. В ночь выборов Джо уезжает из дома Эйлзов, решив обдумать дальнейшие планы во время посещения церкви. Fox News активно поддерживает Митта Ромни, к персоне которого сам Роджер относится резко негативно. После проигрыша республиканцев, который медиаменеджер считает ошибкой республиканцев, он эмоционально провозглашает: «Следующего кандидата выберу я». 2013 год. Эйлз через своего друга-политтехнолога Роджера Стоуна обещает безоговорочную поддержку телеканала Дональду Трампу, если он решит участвовать в будущих выборах от республиканцев. В интернете начинается травля Шермана, базирующаяся на его происхождении и обвинениях в работе на Сороса. Брайан выясняет, что на пустующем 14 этаже в здании Fox News на постоянной основе заняты публикацией подобного компромата против Шермана и его будущей книги. На фоне этого между ним и Эйлзом происходит конфликт, по итогам которого Льюис увольняется и подписывает соглашением о неразглашении данных (после этого менеджер предупреждает Гэбриела об опасности Эйлза). Соглашение о неразглашении в обмен на 3 150 000 долл. подписывает и Лори Лун, продолжающая страдать душевным расстройством. 2014 год. Книга Гэбриела опубликована, не вызвав особой реакции Эйлза и его соратников. Карлсон недовольна домогательствами своего начальника, жестоким обращением и желанием загасить её популярность, в то время как он обвиняет её в неблагодарности и отсутствии лояльности. Вечером она обсуждает произошедшее с мужем, с которым приходят к развилке: смириться или уйти с Fox. Телеведущая продолжает работать, но тайком записывает на свой смартфон аудиозапись харассмента Роджера. |          |                 |                                 |                 |                    |
| 6 | «2015»   | Стивен Фрирз    | Лаура Изон                      | август 4, 2019  | 0.419              |
| Роджер начинает страдать от ряда заболеваний (рак простаты, импотенция, недержание). Руперт Мердок передаёт большую часть полномочий в руки своих сыновей Лахлана и Джеймса, перед которыми теперь Эйлз и должен отчитываться. Медиаменеджер тайно консультирует Дональда Трампа, которого считает идеальным республиканским кандидатом. После выдвижения бизнесмен становится фаворитом Fox News несмотря на требования братьев Мёрдоков о нейтралитете. Гретхен тайно встречается с адвокатами, которые несмотря на 12 часов аудиозаписей советуют найти наиболее выгодный аргумент — Quid pro quo (сексуальные услуги в обмен на карьерный рост). Трамп оскорбляет журналистку Fox News Мегин Келли и начинает травить телеканал, обострив конфликт между Роджером и Рупертом. Подписанные Гретхен трудовые документы лишают её возможности засудить телеканал, но через юридическую лазейку может подать личный иск против Эйлза. Эйлз мирится с Трампом в обмен на дополнительные эфиры и благожелательное отношение ведущих. Карлсон прослушивает все аудиозаписи, и наконец находит подходящую. Эйлз решает не продлять контракт с Карлсон, ей же, сымитировав душевное расстройство, удаётся не подписать документы от телеканала, способные нивелировать возможные будущие судебные иски. После победы на республиканских праймериз чета Эйлзов едет на ужин к Трампу, Роджер подмечает сходство между ним и Fox News. Увольнение вынуждает юристов Карлсон за три дня подготовить и подать иск в суд, о чём Гретхен публикует пресс-релиз. |          |                 |                                 |                 |                    |
| 7 | «2016»   | Скотт З. Бёрнс  | Гэбриел Шерман и Дженнифер Стал | август 11, 2019 | н/д                |
| За две недели до выдвижения Трампа на республиканском съезде, Fox News становится известно об иске Гретхен. Лахлан убеждает отца не оказывать публичную поддержку Роджеру, взамен пообещав юридическую помощь. Со всей страны юристам Карлсон начинают поступать рассказы женщин о домогательствах, которые публикует Шерман. Сам Роджер считает иск местью Клинтонов, Сороса, демократов и либералов за то, что он «дал голос молчаливому большинству» и открыл Трампу путь к победе. Лахлан начинает внутренне расследование, по итогам которого ряд сотрудников телеканала дают показания против Эйлза. К нанятым News. Corp. юристам приходит и Гретхен, предъявляющая аудиозапись разговоров с медиаменеджером. Мёрдоки решают уволить Эйлза и заключить мировую с Гретхен, тем самым обезопасив компанию от куда более дорогостоящих убытков. Неподтверждённую информацию об увольнении публикует Шерман, а Эйлз пытается с ней бороться личной встречей с Рупертом (не принявшим его) и выходом в прямой эфир Fox News (саботирован руководством телеканала). Неожиданно Мёрдок приглашает Эйлза на личную встречу, где уверенный в своей победе медиаменеджер узнаёт: его увольняют с выплатой 40 млн. долл. и подписанием документов, аналогичных временам его ухода с CNBC. Роджер рассчитывает продолжить работу в Белом Доме или создать новый телеканал — Trump TV. Чета Эйлзов смотрит выступление Трампа на съезде, но былого душевного согласия между супругами уже нет. В конце рассказывается о дальнейшей судьбе героев сериала (большая часть которых покинула телеканал с подписанным договором о неразглашении). И о Fox News, продолжающем 14 лет оставаться самой рейтинговой новостной телесетью США. |          |                 |                                 |                 |                    |

## Разработка
19 октября 2016 года стало известно, что Blumhouse Television занимается созданием телевизионной адаптации в формате мини-сериала книги Самый громкий голос в комнате Гэбриеля Шермана. Tом Маккарти считался потенциальным кандидатом на роль следящего за проектом и главного продюсера, Шерману и Дженнифер Стал отводилась доля авторов и исполнительных продюсеров. 4 апреля 2017 года было объявлено, что телеканал Showtime разрабатывает сериал под названием Защищать и сохранять: последние дни Роджера Эйлза (англ. Secure and Hold: The Last Days of Roger Ailes). Позже было сообщено, что авторами сериала будут Маккарти и Джон Харрингтон, в то время как Шерман был повышен до исполнительного продюсера. 18 мая 2017 года, на фоне гибели Роджера Эйлза, было объявлено о пребывании проекта в стадии разработки.
25 июня 2018 года было объявлено, что Showtime заказало производство безымянного проекта из восьми серий. Также было сообщено, что Маккарти и Шерман совместно напишут сценарий первого эпизода, а главными продюсерами будут Джейсон Блюм, Алекс Меткальф, Марси Вайсман и Джереми Голд. 23 августа стало известно, что режиссёром двух первым эпизодов будет Кари Скогланд. 5 октября сообщалось, что дополнительными главными продюсерами станут Рассел Кроу и Лиза Чейсин, а в съёмках также примет участие 3dot Productions. 30 октября было объявлено, что из сериала будет убран персонаж Мегин Келли, которая должная была появиться в нескольких сценах и на тот момент ещё не имела актёра-исполнителя. По словам Шермана, показания Келли играли второстепенную роль на фоне действий Карлсон и её юриста Нэнси Эрики Смит. Тем самым, любая драматизация, которая делает её центральным персонажем в отстранении Айлза, является чистой выдумкой.
20 ноября 2018 года стало известно, что адвокат Ларри Клейман, представляющий интересы бывшей ведущей Fox News Лори Лун, отправил электронное письмо нескольким адвокатам Showtime и Blumhouse Television, где выразил опасения в неточном изображении своего клиента в сериале. Подразумевая журналистские материалы Шермана, на которых был основан сериал, Лун посчитала, что там она будет представлена в качестве «сутенёра», приводившего Эйлзу девушек для любовных утех. По её словам, на самом деле она сама была одной из жертв домогательств медиаменеджера, а её жалобы по этому поводу отклонялись рядом руководителей. В электронном письме также содержалось пожелание Лун принять участие в работе над сериалом в качестве консультанта для гарантирования достоверного изображения её персоны, иначе будет возможна подача судебного иска о клевете. 8 января 2019 года Клеман от имени своей клиентки подал иск в Верховный суд округа Лос-Анджелеса против Showtime, Blumhouse Television и Шермана с требованием возместить ущерб на сумму в 750 млн долл.
31 января 2019 года было представлено название сериала — Самый громкий голос. 11 апреля стала известна дата мировой премьеры — 30 июня 2019 года.

### Подбор актёров
На фоне новостей о заказе телеканалом сериала, было подтверждено участие в проекте Рассела Кроу в роли Роджера Эйлза. В октябре 2018 года стало известно об участии в проекте Наоми Уоттс, Сета Макфарлейна, Сиенны Миллер, Саймона Макберни, Аннабелль Уоллес и Алексы Палладино. В период с ноября 2018 года по марта 2019 года также стало известно о присоединении к съёмочной группе Дэвида Уэллена, Бэрри Уотсона и Джоша Чарльза.

### Съёмки
Основные съёмки начались в Нью-Йорке 5 ноября 2018 года.

## Саундтрек
| №  | Название                             | Исполнитель         | Длительность |
| -- | ------------------------------------ | ------------------- | ------------ |
| 1. | «Jingle Bell Rock»                   | Бобби Хелмс         | 2:09         |
| 2. | «Television Man»                     | Talking Heads       | 6:10         |
| 3. | «This Is How We Do It»               | Монтелл Джордан     | 3:57         |
| 4. | «Political World»                    | Боб Дилан           | 3:48         |
| 5. | «Eve of Destruction»                 | Барри Макгуайр      | 3:35         |
| 6. | «Time - Original Mix»                | Several Defenitions | 8:26         |
| 7. | «TV Set»                             | Spoon               | 3:13         |
| 8. | «Gimme Some Truth - Remastered 2010» | Джон Леннон         | 3:17         |

## Премьера сериала, награды и критика

### Рейтинги
Дебютную серию в прямом эфире по системе Нильсен посмотрели 299 тыс. человек, с учетом повторных просмотров (152 тыс.) и просмотров через интернет (200 тыс.) общая аудитория эпизода составила 651 тысяч. По показателям просмотра в прямом эфире проект был худшим результатом телеканала за 2019 год и уступал другим проектам Showtime: «Побегу из тюрьмы Даннемора» (397 тыс.) и «Городу на холме» (532 тыс.). В итоге сериал со средними показателями просмотра на ТВ (337 тыс. для первых четырёх эпизодов и 359 тыс. для пятого) пользовался высоким спросом в формате отложенного просмотра и «видео по требованию (средневзвешенные 2,2 млн в неделю).
Впоследствии руководство развлекательного сегмента канала Showtime заявило, что нетранслирующие рекламу телеканалы, такие как Showtime, определяют успешность проекта и по другим показателям, таким как премии (на получение проектом премии Эмми» в будущем году они возлагали большие надежды). Впоследствии сериал получил премию Золотой глобус в категории «Лучший актёр в мини-сериале или телефильме» (Кроу)

### Реакция критиков
Кинокритик Егор Москвитин в обзоре для издания «Meduza» похвалил сериал за актёрскую игру, воссоздание атмосферы 90-х и 00-х годов и драматургию.
Американская консервативная пресса раскритиковала сериал за предвзятость в отношении Fox News и республиканского дискурса в целом.

## Награды
| Год  | Церемония                      | Категория                                                                           | Номинант(ы) | Итог      | Ref.   |
| ---- | ------------------------------ | ----------------------------------------------------------------------------------- | --- | --------- | ------ |
| 2020 | Выбор телевизионных критиков   | Лучший фильм или мини-сериал                                                        | Самый громкий голос | Номинация | [ 32 ] |
| 2020 | Выбор телевизионных критиков   | Лучший актёр в мини-сериале или телефильме                                          | Рассел Кроу | Номинация | [ 32 ] |
| 2020 | Золотой глобус                 | Лучший телевизионный фильм или мини-сериал                                          | Самый громкий голос | Номинация | [ 33 ] |
| 2020 | Золотой глобус                 | Лучший актёр в мини-сериале или телефильме                                          | Рассел Кроу | Победа    | [ 33 ] |
| 2020 | Спутник                        | Лучший актёр в мини-сериале или телефильме                                          | Рассел Кроу | Номинация | [ 34 ] |
| 2020 | Спутник                        | Лучшая актриса второго плана в телесериале, мини-сериале или телефильме             | Наоми Уоттс | Номинация | [ 34 ] |
| 2020 | Премия Гильдии киноактёров США | Премия Гильдии киноактёров США за лучшую мужскую роль в телефильме или мини-сериале | Рассел Кроу | Номинация | [ 35 ] |
| 2020 | Премия Гильдии сценаристов США | Лучшая адаптация сценария                                                           | Джон Харрингтон Блэнд, Лора Исон, Том Маккарти, Алекс Меткалф, Гэбриел Шермана, Дженнифер Стал основан на книге Гэбриела Шермана | Номинация | [ 36 ] |